# Municipio de Currituck
El municipio de Currituck (en inglés: Currituck Township) es un municipio ubicado en el  condado de Hyde en el estado estadounidense de Carolina del Norte. En el año 2010 tenía una población de 1.129 habitantes.

## Geografía
El municipio de Currituck se encuentra ubicado en las coordenadas 35°29′45.6″N 76°27′53.73″O / 35.496000, -76.4649250.